# Fónagy József
Feketebátori Fónagy József (Nagyszalonta, 1859. – Budapest, 1913. március 25.) gyógyszerész, vadász, vadászati író.

## Életpályája
Szülei: Fónagy József és Sajó Julianna voltak. A békési Isteni Gondviselés gyógyszertárában volt gyakornok. 1880-ban szerzett gyógyszerész diplomát a Budapesti Tudományegyetemen. Gyógyszerész pályáját Békésen, Budapesten – Fauser Antal Szent Terézia nevű – majd Filó János Szent Keresztély nevű gyógyszertárában kezdte. Ezután a Belügyminisztérium retaxátora volt. 1882-től Szegeden a Szent Rókus és az Isteni Gondviselés gyógyszertárait bérelte. 1895-ben, Budapesten gyógyszertári jogosultságot nyert; gyógyszertárát Diana névre keresztelte. 1904-ben gyógyszertárát Erényi Bélának adta el.
Fiatal korától foglalkozott vadász ebek betanításával. Vizsláival számos díjat nyert külföldi kiállításokon. Az Újság című napilap állandó munkatársa és a vadászati rovat vezetője volt.
Temetése a Fiumei úti sírkertben volt.

## Magánélete
1893-ban házasságot kötött miskei és csertői Gajáry Kornéliával.

## Művei
- A vizsla idomítása (Budapest, 1887, 1893, 1895, 1905)
- A fácán és a fogoly vadászata, tenyésztése, hálóval való fogása (Budapest, 1910)